# 대월사기
대월사기(베트남어: Đại Việt sử ký,大越史記)는 1272년 저술된 베트남의 고대사를 다룬 사서이다. 베트남 쩐 왕조(陳朝)의 학자 레 반 흐우(Lê Văn Hưu, 黎文休)가 편찬하였다. 편년체로 구성되어 있으며, 한문으로 쓰여져 있다. 권수는 30권이다. 기원전 207년경 재위에 오른 베트남의 초대 군주인 남월의 찌에우 다(Triệu Đà, 南越武帝)부터 베트남 리 왕조(李朝)의 소황제(昭皇帝)까지의 역사를 다루고 있다. 대월사기는 소실되어 현존하지 않으나, 《월사략》, 《대월사기전서》등, 다른 베트남 사서들에 인용되거나 많은 영향을 주었다. 특히 15세기에 성립한 베트남 최중요사서인 《대월사기전서》는 대월사기를 바탕으로, 증가 보충된 내용이다.